# Sebastián Riep
Sebastián Riep (født 20. februar 1976) er en tidligere argentinsk fodboldspiller.
Han har spillet for flere forskellige klubber i sin karriere, herunder Avispa Fukuoka.